# Гордон Олександр Гаррійович
Олексáндр Гáррійович Гордóн (рос. Александр Гарриевич Гордон; р. 20 лютого 1964, Обнінськ, Калузька область, РРФСР, СРСР) — російський радіо- і телеведучий, пропагандист, актор, режисер. Керівник Майстерні журфаку Московського інституту телебачення і радіомовлення «Останкіно» (Мітра), педагог Кіношколи ім. Макгаффіна. П'ятикратний лауреат ТЕФІ (2007, двічі в 2008, 2010, 2011).
Народився 20 лютого 1964 року в Обнінськ, Калузька область, РРФСР, СРСР.

## Фільмографія

### Режисер
- 2002 — «Пастух своих коров» (по книге Гарри Гордона)
- 2009 — «ЛДПР. 20 лет лицом к России»
- 2010 — «Метель»
- 2011 — «Огни притона»

### Актор
- 2005 — Море волнуется раз
- 2007 — Ночные посетители
- 2010 — Око за око
- 2011 — Кукарача 3D — Ботан (озвучка)
- 2011 — Generation П — Ханин
- 2011 — Судьба на выбор — Хранитель